# Sarzeau
Sarzeau é uma comuna francesa na região administrativa da Bretanha, no departamento Morbihan. Estende-se por uma área de 59,9 km². Em 2010 a comuna tinha 8 658 habitantes (densidade: 144,5 hab./km²). Situa-se entre a península de Rhuys e o oceano Atlântico.